# Kongobatha diademata
Kongobatha diademata es una especie de mantis de la familia Iridopterygidae.

## Distribución geográfica
Se encuentra en Queensland (Australia).